# Godensholt
Godensholt ist eine Bauerschaft und Ortsteil der Gemeinde Apen im Landkreis Ammerland in Niedersachsen.

## Geographie
Godensholt liegt drei Kilometer südlich von Apen an der Landesstraße 829 und der Bahnstrecke Cloppenburg–Ocholt. Südlich des Ortes liegt das Naturschutzgebiet Godensholter Tief.
Zur Bauerschaft Godensholt gehören die Ortsteile Godensholterfeld, Rotenmethen, Rinzeldorf, Gaskamp sowie teilweise Haisingen.

## Geschichte

### Einwohnerentwicklung
- 2014: 882 Einwohner[2]
- 2015: 885 Einwohner[2]
- 2016: 886 Einwohner[2]
- 2017: 882 Einwohner[2]
- 2018: 858 Einwohner[2]
- 2019: 873 Einwohner[2]
- 2020: 889 Einwohner[2]

## Persönlichkeiten

### Söhne und Töchter des Ortes
- Heinrich Rothenburg (1884–1965), Politiker der DDP und Abgeordneter des Oldenburgischen Landtages
- Karl Schwinke (1950–2024), Politiker der SPD
- Wilfried Huismann (* 1951), Journalist, Autor, Filmemacher und dreifacher Träger des Adolf-Grimme-Preises